# Landskrona kommun
Landskrona kommun er en kommune i Skåne län (Skåne) i Sverige. Kommunen omfatter 153,43 km² og har 40.018 indbyggere (2006).

## Byområder
Der er 8 byområder i Landskrona kommun.
Befolkning pr. den 31. december 2005.
| # | Byområde       | Befolkning |
| - | -------------- | ---------- |
| 1 | Landskrona     | 28 670     |
| 2 | Häljarp        | 2 561      |
| 3 | Glumslöv       | 1 861      |
| 4 | Asmundtorp     | 1 551      |
| 5 | Saxtorpsskogen | 729        |
| 6 | Härslöv        | 401        |
| 7 | Annelöv        | 341        |
| 8 | Kvärlöv        | 206        |

## Natur
I Landskrona kommun er naturreservatet Hilleshögs dalar.